# Ciril Ribičič
Ciril Ribičič, slovenski pravnik, sodnik, politik, publicist, univerzitetni profesor * 30. junij 1947, Ljubljana.
Ribičič je redni profesor za ustavno pravo in pravo Sveta Evrope na Pravni fakulteti Univerze v Ljubljani. Pred Miroslavom Mozetičem je bil edini sodnik Ustavnega sodišča Slovenije po letu 1990, ki je bil pred imenovanjem za ustavnega sodnika predsednik politične stranke in član Državnega zbora Republike Slovenije.

## Življenjepis
Je sin vplivnega slovenskega politika v nekdanji Jugoslaviji Mitje Ribičiča. V času porasta teženj po demokratizaciji, ki so privedle do razpada skupne države, je bil zadnji predsednik predsedstva CK Zveze komunistov Slovenije (ZKS), izvoljen na njenem kongresu decembra 1989. Pod njegovim vodstvom se je ZKS februarja 1990 na zadnjem (14.) kongresu ZKJ odcepila od Zveze komunistov Jugoslavije in se v pripravah na prve večstrankarske volitve v Sloveniji preimenovala v Stranko demokratične prenove. Stranka je na volitvah prejela največ glasov med vsemi posamičnimi strankami, a ji ni uspelo sestaviti koalicije. Z vodilne funkcije v njej se je Ribičič poslovil 1992/93, ostal pa poslanec. 
Leta 1992 je bil Ribičič izvoljen v 1. državni zbor Republike Slovenije; v tem mandatu je bil član naslednjih delovnih teles:
- Komisija za lokalno samoupravo (predsednik; do 19. oktobra 1994),
- Komisija za poslovnik (predsednik; do 22. junija 1995),
- Komisija za poslovnik (do 22. junija 1995) in
- Komisija za narodni skupnosti.

Leta 2000 je postal ustavni sodnik na Ustavnem sodišču RS, od leta 2007 je deloval tudi kot njegov podpredsednik. Mandat se mu je iztekel leta 2009.

### Spominske publikacije
- Rad sem jih imel (1993),
- Centralizem zoper Slovenijo (1994),
- Siva tipka 074 (1995),
- Prednost (1996)
- SBK (1982).

## Nagrade in druge časti
- Zaslužni profesor Univerze v Ljubljani